# Чередниченко Ілля Леонідович
Ілля Леонідович Чередниченко (нар. 12 червня 1995, Київ, Україна) — український футболіст, півзахисник клубу «Звягель».

## Клубна кар'єра
Народився в Києві. Вихованець столичних футбольних шкіл ДЮСШ-15, «Оболонь-Зміна» та «Зірка». У 2011 році перейшов до юнацької академії столичного «Арсеналу». У команді перебував два з половиною сезону, проте виступав лише за юнацький та молодіжний склад клубу. Під час зимової перерви сезону 2013/14 років приєднався до «Металіста», проте як і в київському клубі виступав виключно за юнацьку та молодіжні команди клубу.
Під час зимової перерви сезону 2014/15 років приєднався до другої команди празької «Дукли». У 2015 році переїхав до сусідньої Словаччини, де підсилив клуб «Нове Замки». У Третій лізі Словаччини у першій частині сезону 2015/16 років зіграв 6 матчів та відзначився 1 голом. Під час зимової паузи в чемпіонаті відправився в оренду до клубу «Слован Дусло Шаля». У новій команді дебютував 5 березня 2016 року в програному (0:2) виїзному поєдинку 19-го туру Другої ліги проти «Дукли». Ілля вийшов на поле в стартовому складі, а на 88-й хвилині його замінив Матуш Кочан. Дебютним голом за клуб з Дусло Шалі відзначився 29 квітня 2016 року на 25-й хвилині програного (1:3) домашнього поєдинку 5-го туру Другої ліги Словаччини проти клубу «Нового Места-над-Вагом». Чередниченко вийшов на поле в стартовому складі, а на 75-й хвилині його замінив Шимон Герцег. У другій частині сезону 2015/16 років зіграв 19 матчів та відзначився 2 голами у Другій лізі.
Сезон 2016/17 років розпочав у «Середі», у футболці якого дебютував 31 липня 2016 року в нічийному (1:1) домашньому поєдинку 1-го туру Другої ліги проти «Нового Места-над-Вагом». Чередниченко вийшов на поле на 55-й хвилині, замінивши Кристіана Штайнгюбеля. Дебютним голом у новому клубі відзначився 20 серпня 2016 року на 52-й хвилині програного (1:4) виїзного поєдинку 4-го туру Другої ліги проти «ШТК 1914 Шаморін». Ілля вийшов на поле на 52-й хвилині, замінивши Гі Пеллета. У складі «Середя» зіграв 18 матчів та відзначився 4-а голами. Під час зимової перерви в чемпіонаті перейшов до другої команди трнавського «Спартака», у футболці якого дебютував 5 березня 2017 року в програному (1:4) домашньому поєдинку 1-го туру Другої ліги проти клубу «ШТК 1914 Шаморін». Чередниченко вийшов на поле в стартовому складі та відіграв увесь матч. Дебютним голом за «Спартак-Б» відзначився 13 березня 2017 року на 34-й хвилині програного (1:2) виїзного поєдинку 20-го туру Другої ліги проти «Скалиці». Ілля вийшов на поле в стартовому складі, а на 80-й хвилині його замінив Мирослав Гребик. За другу команду «Спартака» зіграв 12 матчів та відзначився 8 голами. Наступного року був переведений до першої команди, у футболці якої дебютував 28 липня 2017 року в переможному (2:1) виїзному поєдинку 2-го туру Словацької Суперліги проти клубу «Подбрезова». Чередниченко вийшов на поле на 85-й хвилині, замінивши Вахтанга Чантурішвілі. У складі «Спартака» на поле виходив рідко, зіграв 4 матчі в Суперлізі (3 — у першій частині чемпіонату та 1 — у другій половині). По завершенні сезону залишив команду.
У 2018 році приєднався до «Нітри». За нову команду дебютував 18 серпня 2018 року в нічийному (0:0) домашньому поєдинку 5-го туру Суперліги проти трнавського «Спартака». Ілля вийшов на поле в стартовому складі, а на 53-й хвилині його замінив Томаш Вестеницький. У першій частині сезону 2018/19 років зіграв у Суперлізі 10 матчів, а під час зимової перерви залишив «Нітру».
З 4 квітня 2019 року захищає кольори аматорського клубу «Світанок-Агросвіт» (Шляхова). У другій половині 2019 року захищав кольори аматорського клубу «Авангард» (Бзів).
З червня 2020 по червень 2021 року грав за клуб «Гірник-Спорт». З липня 2021 року — гравець клубу «Полісся».

## Кар'єра в збірній
У юнацькій збірній України U-16 дебютував 19 червня 2011 року в переможному (3:0) домашньому поєдинку проти російських однолітків. Чередниченко вийшов на поле на 78-й хвилині, замінивши Максима Тищенка.
У юнацькій збірній України U-17 дебютував 30 жовтня 2011 року в нічийному (0:0) поєдинку молодіжного чемпіонату Європи проти азербайджанських однолітків. Ілля вийшов на поле в стартовому складі, а на 77-й хвилині його замінив Дмитро Білоног.

## Досягнення
«Спартак» (Трнава)
- Словацька Суперліга
  -  Чемпіон: 2017/18